# Gentílicos para os Estados Unidos
As pessoas nos Estados Unidos da América (EUA) são popularmente conhecidas ou se referem a si mesmos como americanos. Diferentes idiomas usam termos diferentes para os cidadãos dos EUA, enquanto todas as formas da língua inglesa se referem aos últimos como Americans (americanos), termo derivado do topônimo do país. No contexto inglês, se referia aos habitantes da América Britânica e, posteriormente, aos EUA. Contudo, existe ambiguidade linguística sobre seu uso devido a americanos também poder se referir ao povo das Américas (do Norte e do Sul) – coletivamente chamadas de América – em geral.
Americano é derivado de América, termo que denota originalmente as Américas como todo (também chamada de hemisfério ocidental), em última análise, derivado do nome do explorador e cartógrafo florentino Américo Vespúcio (1451–1512). Em algumas expressões, ainda refere-se aos pan-americanos, mas seu uso evoluiu ao longo do tempo e, por diversas razões históricas, a palavra passou a denotar pessoas ou coisas especificamente dos EUA no mundo anglófono. Contudo, é argumentado fora do mundo anglófono que "americano" deveria ser ampliado para incluir também pessoas ou coisas de qualquer lugar das Américas.
A palavra pode ser usada como um adjetivo ou um substantivo. No uso adjetivo, significa "de ou relacionado aos EUA"; por exemplo, "Elvis Presley foi um cantor americano" ou "o homem prefere inglês americano". Em sua forma substantiva, a palavra geralmente significa residente ou cidadão dos EUA, mas também é usado para alguém cuja identidade étnica é simplesmente "americana". O substantivo raramente é usado em inglês para se referir a pessoas não ligadas aos EUA quando pretendem um significado geográfico. Quando usado com a qualificador gramatical, o adjetivo americano pode significar "de ou relacionado às Américas", como em latino-americano ou nativo-americano. Menos frequentemente, o adjetivo pode assumir esse significado sem um qualificador, como em "Os dialetos e a pronúncia do espanhol americano diferem de acordo com o país" ou os nomes da Organização dos Estados Americanos e do Registro Americano para Números da Internet (ARIN). Um terceiro uso do termo refere-se especificamente ao povos nativos das Américas, por exemplo, "No século XVI, muitos americanos morreram de doenças importadas durante a conquista europeia", embora esse uso seja raro, como "indígena", "Primeiras Nações" ou "ameríndio" são considerados menos confusos.
Construções compostas que indicam um grupo étnico minoritário, como "afro-americanos" da mesma forma, refira-se exclusivamente a pessoas dentro ou fora dos EUA, assim como o prefixo "américo-". Por exemplo, os américo-liberianos e sua língua Merico deriva seu nome do fato de que eles são descendente de colonos pretos que foram anteriormente escravizados nos EUA.

## Desenvolvimento do termoamericano

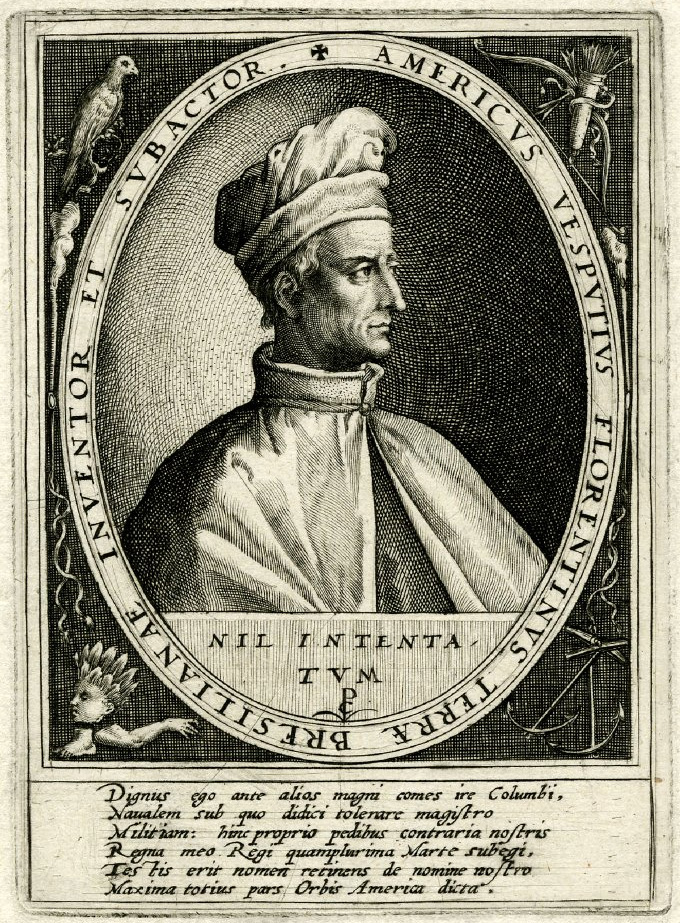
Américo Vespúcio, cujo nome originou América.

Américo Vespúcio primeiro demonstrou que o Brasil e as Índias Ocidentais não representavam a periferia oriental da Ásia como conjecturado por Cristóvão Colombo, mas em vez disso constituia uma massa de terra totalmente separada, até então desconhecida dos povos do Velho Mundo. Martin Waldseemüller cunhou o termo América (em homenagem a Vespúcio) no mapa mundial de 1507.
Os primeiros usos do adjetivo americano referenciam assentamentos europeus no Novo Mundo. Americanos referia-se aos povos nativos das Américas e posteriormente aos colonos europeus e seus descendentes. O uso do termo americano no inglês para pessoas de ascendência europeia data do século XVII, sendo a primeira aparição registrada em The English-American: A New Survey of the West Indies de Thomas Gage em 1648. Em inglês, americano passou a ser aplicado especialmente a pessoas na América Britânica e, portanto, seu uso como gentílico para os EUA deriva por extensão.
A Declaração de Independência dos Estados Unidos de 1776 refere-se aos "treze unidos Estados da América", fazendo o primeiro uso formal do nome do país, que foi oficialmente adotado em 1777 pela primeira constituição governante da nação, o Artigos da Confederação. Os Papeis Federalistas de 1787–1788, escritos por Alexander Hamilton, John Jay e James Madison, ao defenderem a ratificação da Constituição dos Estados Unidos, usam a palavra americano tanto em seu sentido pan-americano original, mas também em seu sentido de Estados Unidos: o Papel Federalista 24 refere-se às "possessões americanas" da Grã-Bretanha e Espanha (ou seja, terras fora dos EUA) enquanto os Papeis Federalistas 51 e 70 referem-se aos EUA como "a república americana". As pessoas dos EUA se referiam cada vez mais a si mesmas como americanos até o final do século XVIII e ao Tratado de Paz e Amizade de 1795 com a Berbéria refere-se a "cidadãos americanos" enquanto George Washington falou ao seu povo "o nome de americano, que pertence a você em sua capacidade nacional" em seu discurso de despedida de 1796. Eventualmente, esse uso se espalhou por outros países de língua inglesa e pelo substantivo não qualificado americano em todas as formas da língua inglesa. Agora se refere principalmente a nativos ou cidadãos dos EUA, embora outros sentidos sejam geralmente especificados com um qualificador, como latino-americano ou norte-americano.

## Uso internacional
Falantes internacionais de inglês geralmente se referem a pessoas dos EUA como americanos, enquanto traduções equivalentes de americano são usadas em muitas outras línguas, nomeadamente italiano (americano), neerlandês (Amerikaan), africâner (Amerikaner), japonês (アメリカ人; romaji: amerika-jin), filipino (Amerikano), hebraico (אמריקני ou אמריקאי), árabe (أمريكي), português (americano), russo (американер, американка), hindi (अमरीकी; transliteração: Amreeki), etc.
Em francês, états-unien, étas-unien ou étasunien, de États-Unis d'Amérique ("Estados Unidos da América"), é uma palavra raramente usada que distingue coisas e pessoas dos EUA do adjetivo américain, que denota pessoas e coisas dos Estados Unidos, mas também pode se referir a pessoas e coisas das Américas.
Em italiano, ambos americano e statunitense são usados, embora o primeiro seja mais comum.
Em alemão, a designação US-Amerikaner e sua forma adjetiva US-amerikanisch às vezes são usados, no entanto Amerikaner (adjetivo: amerikanisch) é mais comum na linguagem científica, oficial, jornalística e coloquial. O manual de estilo do Neue Zürcher Zeitung, um importante jornal de língua alemã, rejeita o termo US-amerikanisch como "desnecessário" e "artificial" e recomenda substituí-lo por amerikanisch. Todas as respectivas diretrizes dos ministérios das Relações Exteriores da Áustria, Alemanha e Suíça ditam Amerikaner e amerikanisch para uso oficial. Ami é comum no discurso coloquial.
Em espanhol, o Diccionario Panhispánico de Dudas, publicado pelo Real Academia Espanhola e o Associação das Academias de Língua Espanhola, recomenda o termo sem gênero estadounidense argumentando que americano(a) se refere a todos os habitantes das Américas no geral, ou pode ser usado para se referir a população hispânica pan-americana como hispano-americanos. Norteamericano(a) é usado, mas também pode se referir a pessoas e coisas do Canadá e/ou México. No espanhol latino pan-americano coloquial, cidadãos dos EUA podem ser chamados de gringos (provavelmente originário de griego, significando grego), mas a palavra geralmente carrega uma conotação depreciativa; na Espanha e Argentina, uma palavra mais comum com significado semelhante a gringo é yanqui (do inglês Yankee). Entre os falantes de espanhol, a América do Norte geralmente não inclui a América Central ou o Caribe.
Os canadianos modernos geralmente se referem às pessoas dos EUA como americanos, embora raramente se refiram aos EUA como América. Por causa do antiamericanismo ou simplesmente orgulho nacional, os canadianos nunca aplicam o termo americano a si mesmos. Não ser um "americano" faz parte da identidade canadiana, com muitos se ressentindo de serem chamados de americanos ou confundidos com cidadãos dos EUA. Isso geralmente se deve à incapacidade de outros, especialmente no exterior, de distinguir canadianos falantes de inglês de cidadãos dos EUA, por seu sotaque ou outros atributos culturais. Alguns canadianos protestaram contra o uso de americano como um gentílico nacional. Pessoas de origem dos EUA no Canadá são categorizadas como "outras origens norte-americanas" pela Statistics Canada para fins de contagem do censo.
No português europeu, americano é usado principalmente no discurso coloquial, mas o termo geralmente usado na imprensa é norte-americano.[carece de fontes?] Já no português brasileiro, americano pode se referir tanto ao povo pan-americano quanto ao povo dos EUA em si, também sendo usados norte-americano(a) ou estadunidense na forma preferida academicamente.[carece de fontes?]
Por outro lado, em tcheco, não há possibilidade de desambiguação. Američan (masculino) e američanka (feminino) podem se referir a pessoas dos EUA ou das Américas, e não há uma palavra específica capaz de distinguir os dois significados. Por esse motivo, o último significado é muito raramente usado, e a palavra američan(ka) é usada quase exclusivamente para se referir a pessoas dos EUA. O uso é exatamente paralelo ao da palavra em inglês.
Em suaíli, Marekani significa especificamente Estados Unidos, e Mmarekani é um cidadão dos EUA, enquanto Amerika se refere ao continente pan-americano e Mwamerika é um habitante do mesmo.
Em outras línguas, no entanto, não há possibilidade de confusão. Por exemplo, a palavra chinesa para "cidadão dos EUA" é měiguórén (chinês simplificado: 美国人; chinês tradicional: 美國人)m sendo derivada de uma palavra para os Estados Unidos, měiguó, onde měi é uma abreviação de Yàměilìjiā ("América") e guó é "país". A palavra para as Américas é měizhōu, de měi mais zhōu ("continente"). Assim, um měizhōurén é um americano no sentido de continente, e um měiguórén é um americano no sentido de EUA.
O coreano também usa termos inequívocos, com Migug (미국(인)) para o país e Amerika (아메리카) para a massa continental. O japonês também tem esses termos (beikoku(jin) [米国(人) e beishū(jin) [米洲人]), mas eles são encontrados mais em manchetes de jornais do que na fala, onde amerikajin predomina.
Na língua planificada esperanto, usonano, semelhante a usoniano, é o termo padrão para um cidadão dos EUA. Os próprios EUA são chamados Usono, semelhante a Usônia. Somente em contextos formais os EUA são referidos pelo nome oficial Unuiĝintaj Ŝtatoj de Ameriko or Unuiĝintaj Ŝtatoj de Nord-Ameriko (Estados Unidos da América do Norte). L. L. Zamenhof, o inventor do esperanto, usou Usono já em meados 1910.

## Uso pela ONU
O uso de americano para cidadãos dos EUA é comum nas ONU, e os mercados financeiros nos EUA são chamados de "mercados financeiros americanos".
A Samoa Americana, um território não incorporado dos EUA, é um nome territorial reconhecido na ONU.

## Em outros contextos
"Americano" no livro sobre uso do inglês Associated Press Stylebook (1994) foi definido como "Uma descrição aceitável para um residente dos Estados Unidos. Também pode ser aplicado a qualquer residente ou cidadão de nações da América do Norte ou do Sul". Em outros lugares, o Associated Press Stylebook indica que "Estados Unidos" deve "ser escrito por extenso quando usado como substantivo. Use “EUA” (sem espaço) apenas como adjetivo".

A entrada para "América" no The New York Times Manual of Style and Usage de 1999 diz:
[os] termos "América", "americano(s)" e "Américas" referem-se não apenas aos Estados Unidos, mas a toda a América do Norte e do Sul. Eles podem ser usados em qualquer um dos seus sentidos, incluindo referências apenas aos Estados Unidos, se o contexto for claro. Os países do Hemisfério Ocidental são coletivamente "as Américas".
Os comunicados de imprensa do Papa e da Santa Sé usam frequentemente América para se referir aos EUA e americano para denotar algo ou alguém dos EUA.

### Lei internacional
Pelo menos uma lei internacional utiliza o termo "cidadão dos EUA" para definir um cidadão dos Estados Unidos em vez de um cidadão americano; por exemplo, a versão em inglês do Acordo de Livre Comércio da América do Norte inclui:
Somente transportadores aéreas que sejam "cidadãos dos Estados Unidos" podem operar aeronaves em serviço aéreo doméstico (cabotagem) e podem fornecer serviços aéreos internacionais regulares e não regulares como transportadoras aéreas americanas...
De acordo com a Lei Federal de Aviação de 1958, um "cidadão dos Estados Unidos" significa:
(a) um indivíduo que é cidadão americano;
(b) uma sociedade em que cada membro é cidadão americano; ou

(c) uma corporação americana da qual o presidente e pelo menos dois terços do conselho de administração e outros executivos são cidadãos americanos, e pelo menos 75% das ações com direito a voto na corporação são de propriedade ou controladas por cidadãos americanos.
Muitos tratados internacionais utilizam os termos americano e cidadão americano:
- 1796 – O tratado entre os Estados Unidos e o Dey da Regência de Argel, em 7 de março de 1796, protegia os "cidadãos americanos";[57]
- 1806 – O Tratado de Compra da Louisiana, entre a França e os Estados Unidos, referia-se a "cidadãos americanos";[58]
- 1825 – O tratado entre os Estados Unidos e a tribo Cheyenne refere-se a "cidadãos americanos";[59]
- 1848 – O Tratado de Guadalupe Hidalgo, entre o México e os EUA, utiliza "Governo Americano" para se referir aos Estados Unidos e "tribunais americanos" para se referir aos tribunais americanos;[60]
- 1858 – O Tratado de Amizade e Comércio entre os Estados Unidos e o Japão protegia os "cidadãos americanos" e também utilizava "americano" em outros contextos;[61]
- 1898 – O Tratado de Paris, que encerrou a Guerra Hispano-Americana, conhecida em espanhol como Guerra Hispano-Estadounidense ("Guerra Espanha-Estados Unidos"), utiliza o termo "americano" em referência às tropas dos Estados Unidos;[62]
- 1966 – O Tratado de Amizade Estados Unidos-Tailândia protege "americanos" e "corporações americanas".[63]

### Regulamentação comercial dos EUA
Produtos rotulados, anunciados e comercializados nos EUA como Made in USA (Fabricado nos EUA) devem ser, conforme definido pela Comissão Federal de Comércio do país (FTC), "totalmente ou virtualmente todos feitos nos EUA". A FTC, para evitar enganos aos clientes e concorrência desleal, considera uma alegação irrestrita de Made in USA uma reivindicação expressa de fabricação exclusiva nos EUA: "A Lei da FTC dá à Comissão o poder de mover ações policiais contra alegações falsas ou enganosas de que um produto é de origem dos Estados Unidos".

## Termos alternativos
A única alternativa oficial e comumente usada para se referir ao povo dos EUA em inglês é referir-se a eles como "cidadãos dos EUA". Outra alternativa na língua inglesa é US-American (lit. 'EUA-americano' ou 'americano dos EUA'), por vezes também soletrado sem hífen.
Várias alternativas em inglês de palavra única para americano foram sugeridas ao longo do tempo, especialmente usoniano, popularizado pelo arquiteto Frank Lloyd Wright, e o termo de ocasião United-Statesian (equivalente em inglês a estado-unidense).
Escritor H. L. Mencken coletou uma série de propostas entre 1789 e 1939, encontrando termos inclusive columbiano (referente à Colúmbia), columbard, fredoniano, frede, unisiano, colonicano, apalaciano, usiano, United Statesian, washingtoniano, usoniano, uessiano, U-S-ian, uesicano, e United Stater. Nomes para categorias mais amplas incluem termos como pan-americano, hemisférico ocidental, New Worlder e norte-atlanticano.
No entanto, nenhuma alternativa para americano é comum em inglês.

## Ianque
Yankee (Ianque) é um termo coloquial para pessoas dos EUA em inglês; cognatos podem ser encontrados em outras línguas. Dentro dos EUA, Yankee geralmente se refere a pessoas especificamente da Nova Inglaterra ou da Região Norte, embora tenha sido aplicado às pessoas dos EUA em geral desde o século XVIII, especialmente pelos britânicos. O primeiro uso registrado nesse contexto está em uma carta de 1784 de Horatio Nelson.